# Pfarrkirche St. Nikolaus (Innsbruck)

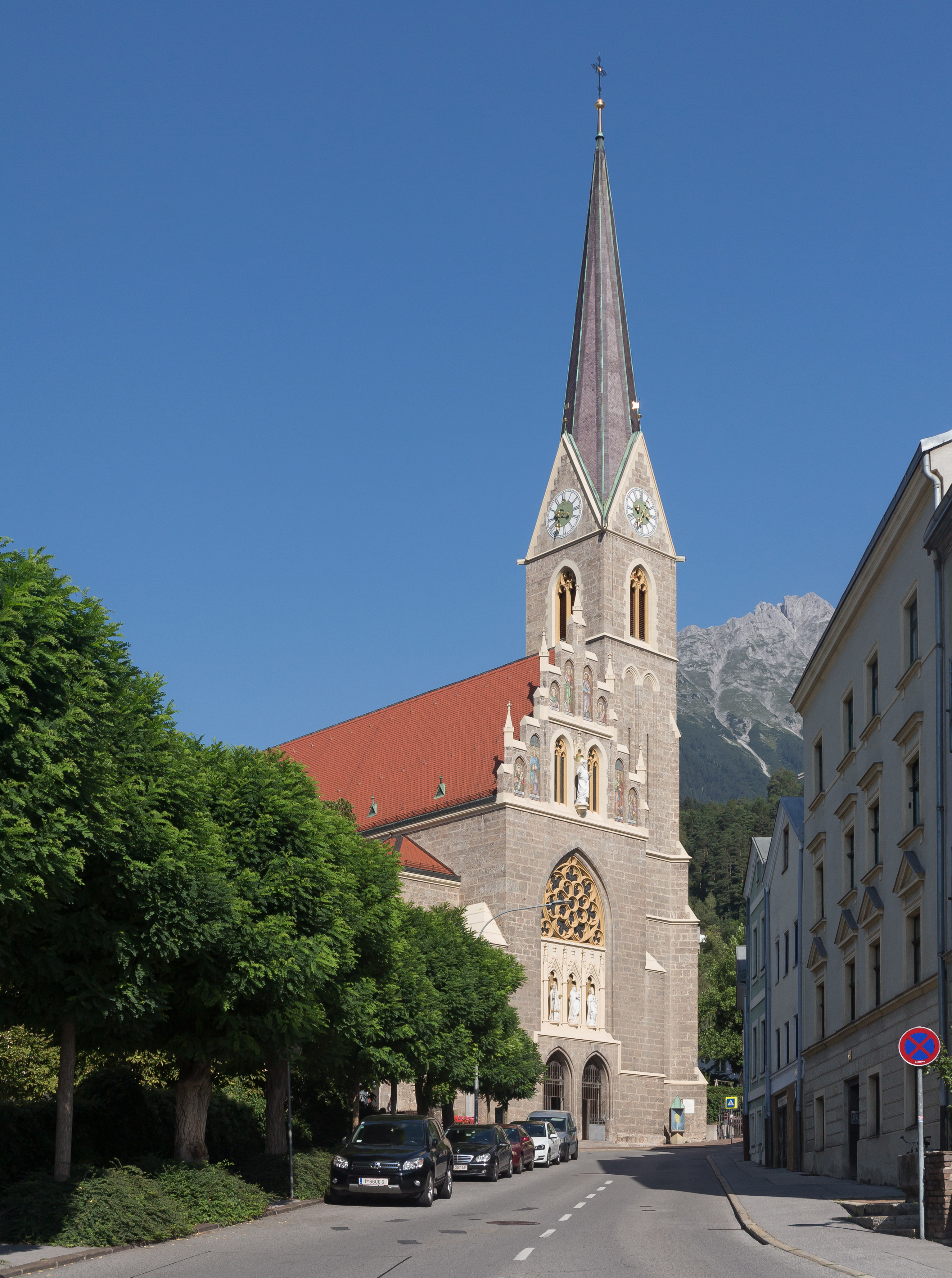
Ostfassade aus der Schmelzergasse gesehen

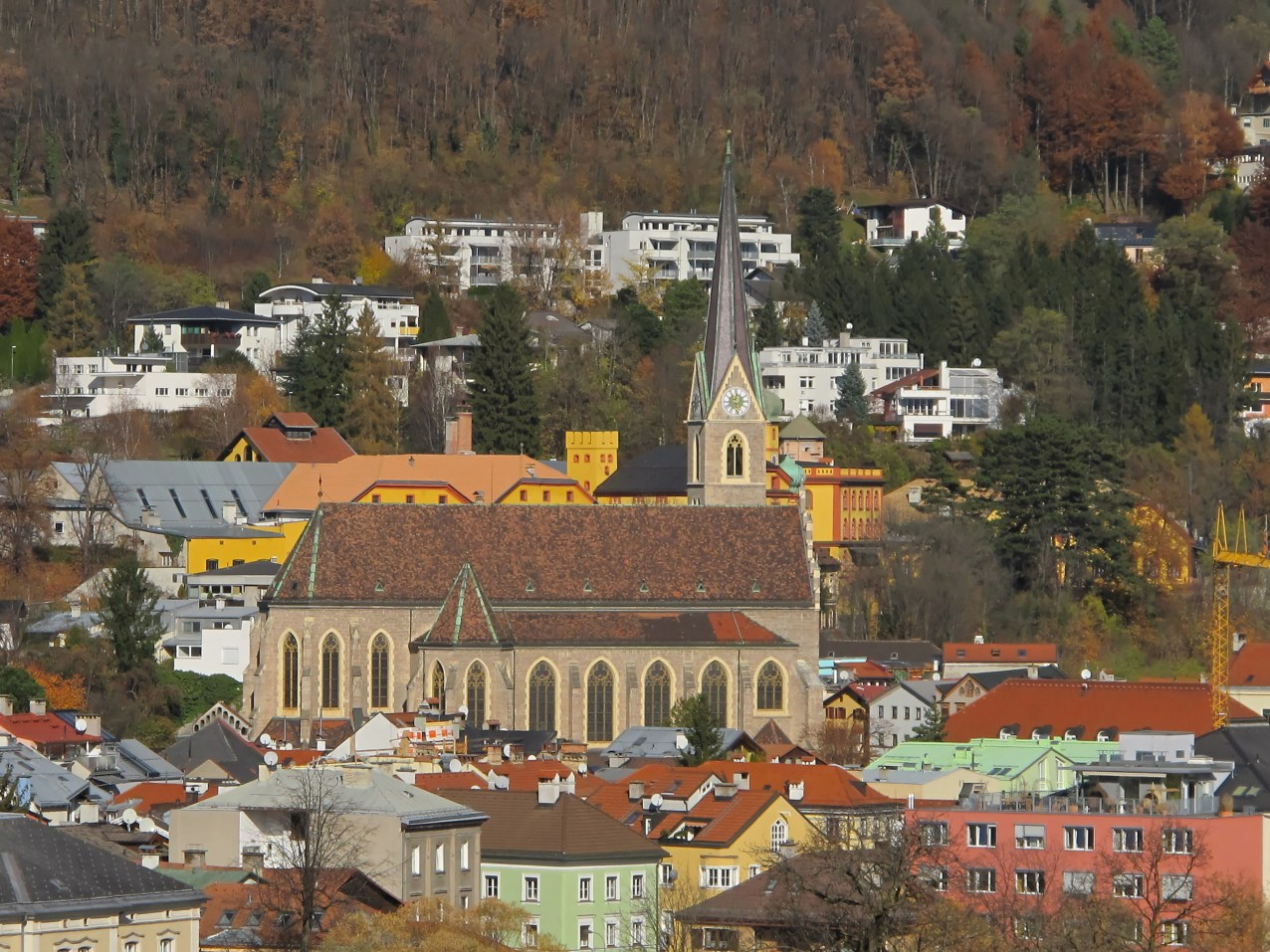
St. Nikolaus von Süden

St. Nikolaus ist die katholische Pfarrkirche des gleichnamigen Innsbrucker Stadtteils am linken Innufer. Der heutige Bau wurde von 1881 bis 1885 nach Plänen von Friedrich von Schmidt errichtet und gilt als bedeutendster neugotischer Kirchenbau Tirols. Die von einem Friedhof umgebene Kirche ist zu Ehren der hll. Nikolaus und Martin geweiht und steht unter Denkmalschutz.

## Geschichte

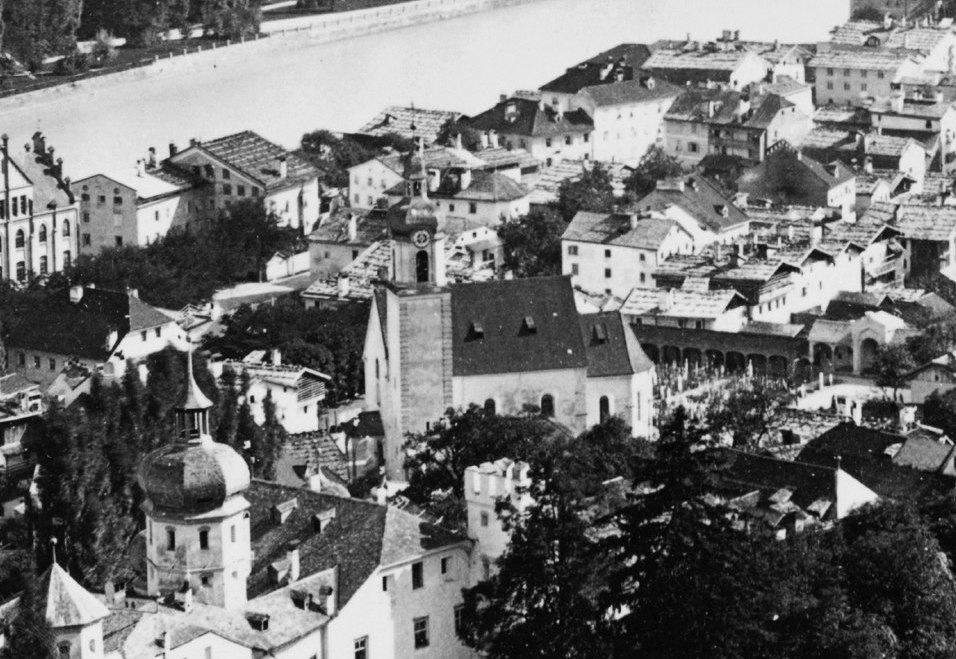
Die alte Kirche um 1860

In der Gegend der heutigen Kirche stand das 1313 erstmals erwähnte und 1789 abgerissene Siechenhaus. 1497 wurde erstmals eine dazugehörige, dem hl. Nikolaus gewidmete Kapelle genannt. Diese wurde um 1500 durch eine neue Kirche ersetzt, die 1502 zu Ehren Unserer Lieben Frau und der hll. Nikolaus, Wolfgang und Elisabeth geweiht wurde. Die einfache, einschiffige gotische Kirche wurde mehrmals vergrößert und in der ersten Hälfte des 18. Jahrhunderts barockisiert. Die Deckenfresken wurden 1760 von Josef Adam Mölk geschaffen und 1845 von Josef Arnold dem Älteren neu gemalt.
Da die Kirche mit Platz für 700 Personen zu klein wurde, gab es ab den 1820er Jahren Pläne für eine Vergrößerung. Ab Übernahme der Lokalkaplanei durch Alois Gräber 1843 wurden erste konkrete Schritte unternommen und Grundstücke angekauft. 1864 wurde ein Kirchenbauverein gegründet und es wurden erste Entwürfe eingeholt, wobei zunächst versucht wurde, aus Kostengründen möglichst viel von der alten Kirche, insbesondere den Turm, beizubehalten. In die engere Auswahl kamen die Erweiterungspläne von Anton Geppert (neugotisch), Jakob Norer (neuromanisch) und Alfons Mayr (neuromanisch mit einer Zweiturmfassade im Osten).
1867 wurde Karl Mayr neuer Pfarrer, ihm gelang es 1873, den Wiener Dombaumeister Friedrich von Schmidt für einen kostenlosen Entwurf zu gewinnen. Dessen erster Entwurf führte aufgrund des schwierigen Terrains am Hang zu einer unregelmäßigen Anlage. Der Bau hatte dieselbe Ausrichtung wie die alte Kirche und war ebenfalls ohne Querschiff, hatte ein Seitenschiff im Norden und behielt den alten Turm bei. Im August 1874 war Schmidt vor Ort und erstellte eine neue Skizze. Da durch den Abriss von zwei Häusern mehr Platz gewonnen wurde, sah der neue Plan einen dreischiffigen Bau mit einer Vorhalle neben dem alten Turm vor. Änderungswünsche des bischöflichen Ordinariats in Brixen führten zum dritten und endgültigen Entwurf von 1876. Das Mittelschiff wurde zugunsten der Seitenschiffe schmäler, das Querschiff verbreitert. Schmidt lieferte zudem auch Entwürfe für die Innenausstattung.
1879 wurde ein Vertrag mit der Baufirma Johann Huter & Söhne geschlossen. Am 8. Juni 1881 wurde der Bau durch den Innsbrucker Stadtmagistrat, am 30. Juni durch das bischöfliche Ordinariat in Brixen bewilligt. Am 11. Juli 1881 erfolgte der erste Spatenstich. Bei den Bauvorbereitungen stellte sich heraus, dass der alte Turm zu wenig tief fundiert und zu schwach war, er wurde daraufhin von Schmidt neu geplant. Am 23. April 1882 wurde der Grundstein gelegt. Die neue Kirche wurde am 26. April 1885 gesegnet und am 24. Oktober 1886 durch Fürstbischof Simon Aichner geweiht.
St. Nikolaus gehörte ursprünglich zur Altpfarre Wilten und seit 1643 zur Stadtpfarre St. Jakob. 1615 wurde es ein Expositur-Benefizium, im Zuge der josephinischen Kirchenreform 1785/1786 Lokalkaplanei und 1851 zur eigenständigen Pfarre erhoben. Seit 2017 ist die Pfarre St. Nikolaus Teil eines gemeinsamen Seelsorgeraums mit Hötting und der Hungerburg.

## Architektur

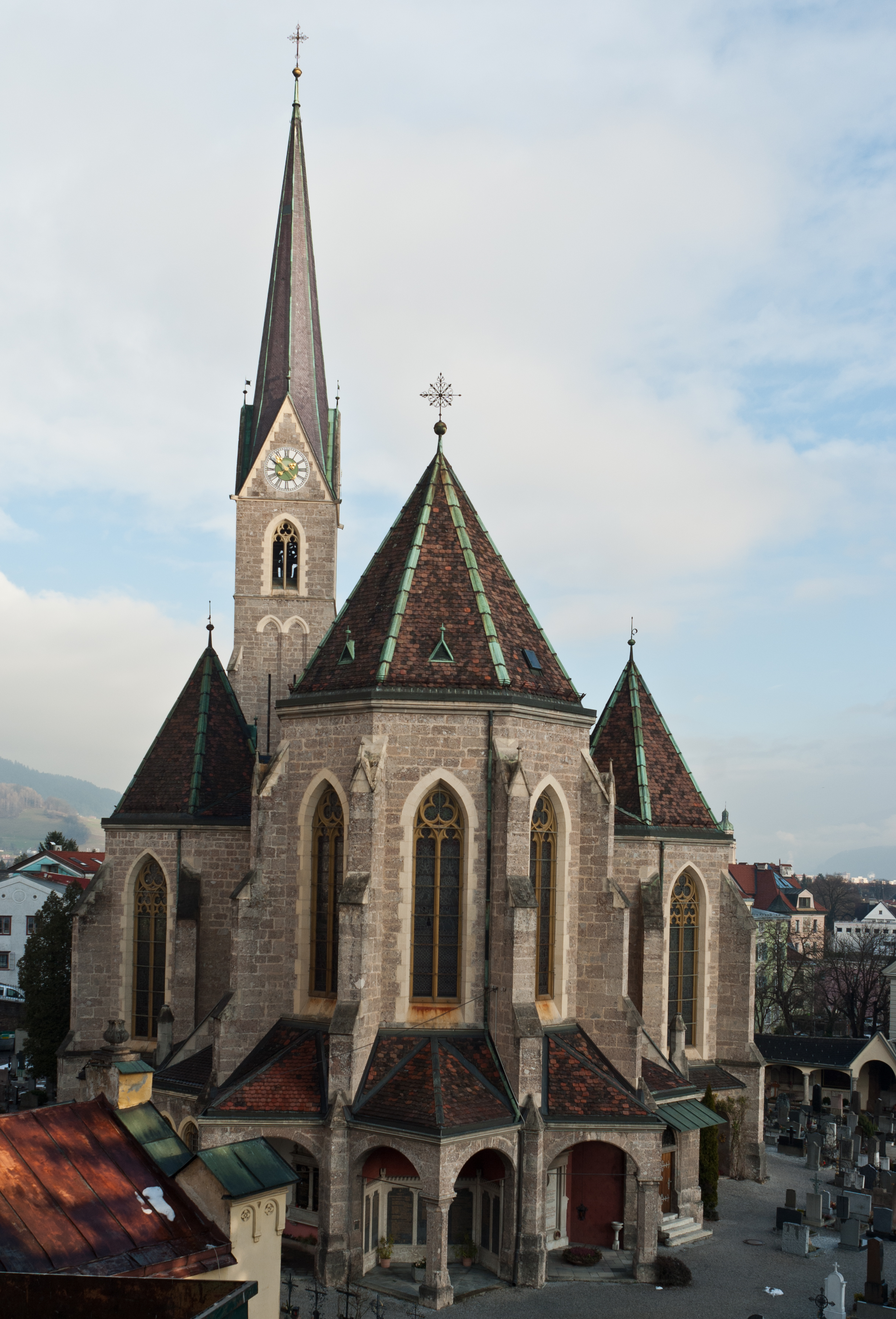
St. Nikolaus von Westen

Der neugotische Bau ist eine dreischiffige Hallenkirche mit Querschiff, polygonalem Chor und ebensolchen zeltdachgedeckten Querschiffabschlüssen. Das Äußere ist durch Strebepfeiler gegliedert, zwischen denen sich Grabarkaden befinden. Die hohen gekoppelten Spitzbogenfenster sind mit Maßwerk versehen. Der Turm an der Nordwestecke weist einen Giebelspitzhelm auf.
Die Kirche ist nach Westen orientiert, die Eingangsfassade im Osten ist reich gegliedert. Über dem Doppelportal stehen drei 1904 aufgestellte Statuen unter Wimpergen vor einem Goldmosaikgrund. Sie zeigen Maria mit dem Kind, flankiert von den Kirchenpatronen Nikolaus und Martin und wurden von Johann Posch aus Hall geschaffen. Darüber befindet sich eine siebenteilige Rosette, die von einem Spitzbogen umfasst wird. Im abgetreppten Giebel befindet sich Blendnischen mit Mosaiken der vier Evangelisten und der Propheten Daniel, Jesaia, Jeremia und Ezechiel, die von Michael Stolz entworfen und von der Neuhauserschen Mosaikanstalt ausgeführt wurden. In der Mitte steht eine Salvator-Statue von Julius Blaas.
Das vierjochige Innere weist ein Kreuzrippengewölbe über Achteckpfeilern mit Runddiensten auf, im Osten schließt sich ein Vorjoch mit der Orgelempore über vier Bögen an. Der Raum ist durch horizontale und vertikale Elemente klar gegliedert, die durchlaufend gleiche Höhe von Mittelschiff und Presbyterium lässt ihn größer erscheinen. Die Seitenschiffe sind etwas niedriger. Das Gewölbe wurde zwischen 1888 und 1896 von Franz und Karl Jobst mit Rankenmalereien und Heiligendarstellungen geschmückt.

## Ausstattung

### Altäre

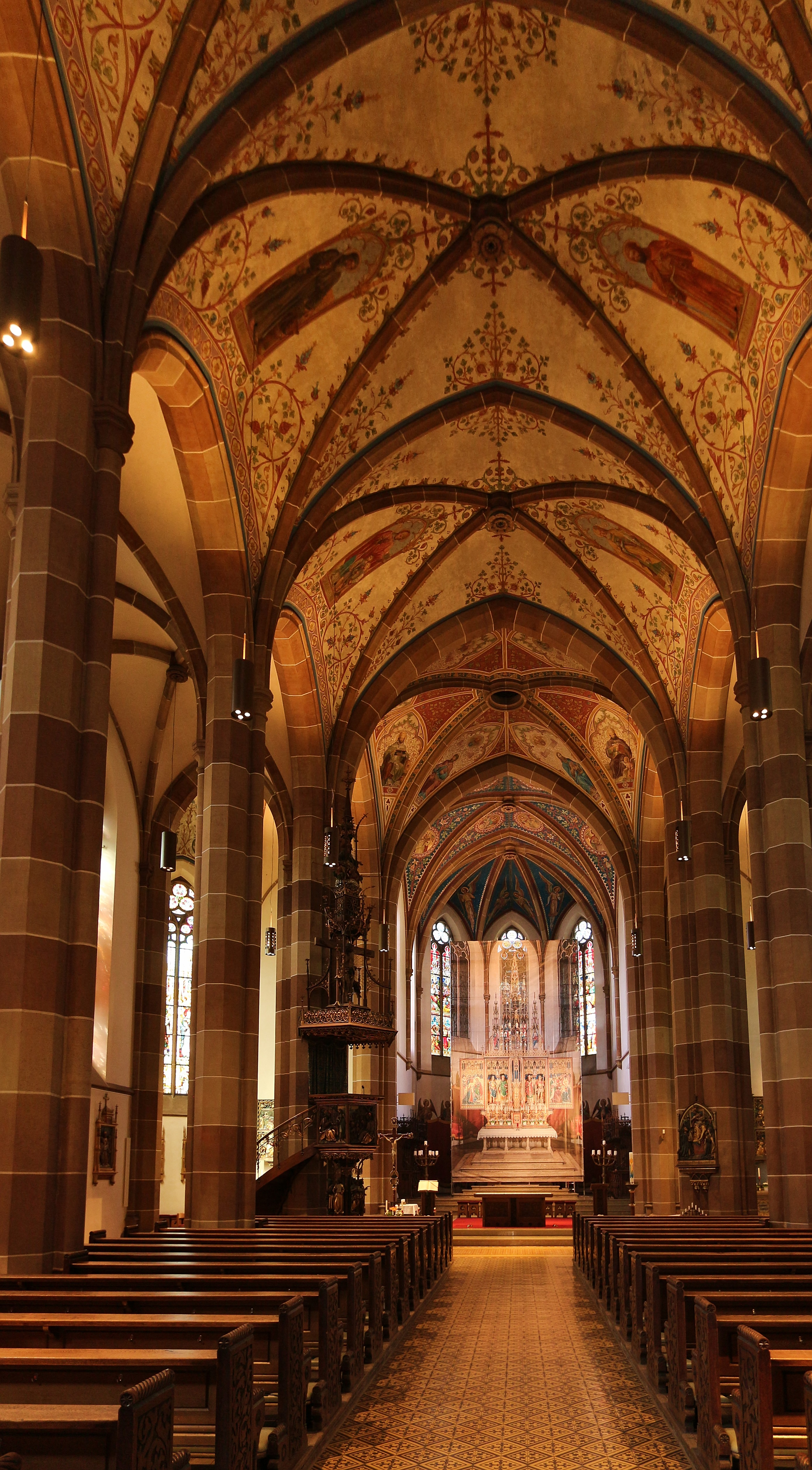
Blick durch das Mittelschiff zum Chor

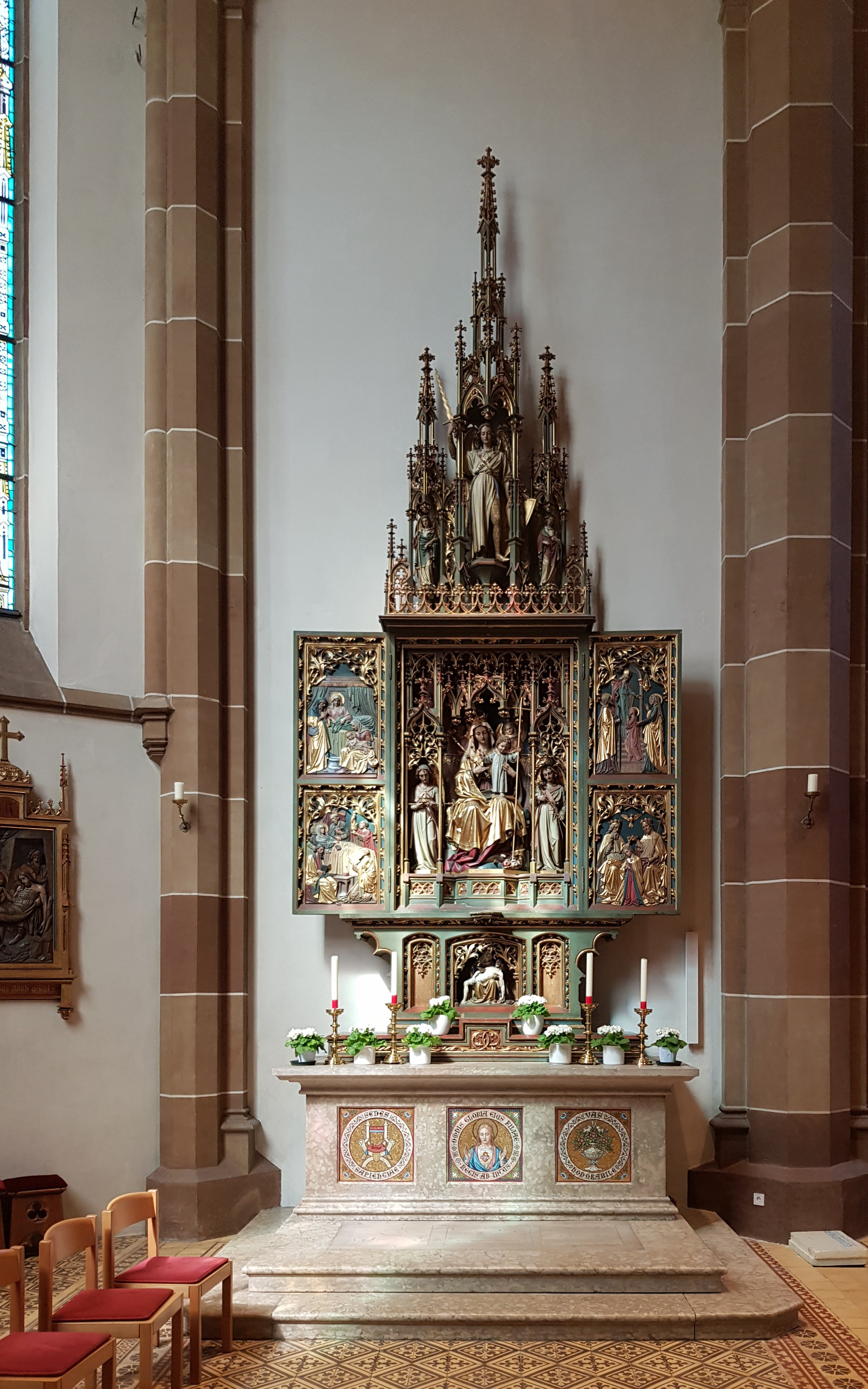
Marienaltar

Der Hochaltar, ein Flügelaltar, wurde nach einem Entwurf von Friedrich von Schmidt und Josef Schmid von Josef Andergassen gebaut und 1891 aufgestellt. Die polychromen Plastiken schuf Serafin Eberhart. Ein hoher Tabernakel, geschaffen von Jakob Rappel, trennt den Schrein in der Mitte, die Figuren stellen links die hll. Sebastian und Florian, rechts die hll. Nikolaus und Martin dar. Die Innenflügel zeigen Reliefs der Geburt Jesu und der Anbetung der Könige. An den bei geschlossenem Schrein sichtbaren Außenseiten der Flügel befinden sich von Hans Rabensteiner gemalte Szenen aus der Passion Christi. Den Schrein flankieren Statuen der hll. Petrus und Paulus. Im hohen Gesprenge befinden sich Statuen der hll. Katharina und Barbara, an oberster Stelle ein Kruzifix, darunter Maria und Johannes.
Der rechte Seitenaltar (Josefsaltar) wurde 1896 von Josef Schmid entworfen. Die Plastik Tod des hl. Josef im Schrein, die Statuen der hll. Barbara, Johannes von Gott und Camillus im Altargiebel sowie der segnende Christus in der Predella stammen von Alois Winkler von 1899. Die Flügelreliefs mit Szenen aus dem Leben des hl. Josef wurden von Josef Bachlechner dem Älteren geschaffen.
Der linke Seitenaltar (Marienaltar) wurde 1896 von Josef Schmid entworfen und von Clemens Raffeiner gebaut und gefasst. Die Skulptur Maria mit Kind, die Szenen aus dem Marienleben an den Innenflügeln und die drei Erzengel im Aufsatz wurden von Alois Winkler geschaffen, die Darstellungen des hl. Joachim, Anna mit Maria und Engeln an den Außenflügeln malte Johann Ertl.
Die Altäre im Querschiff wurden von Josef Bachlechner d. Ä. als Flügelaltäre geschaffen. Der 1906 aufgestellte Herz-Jesu-Altar im rechten Querschiff zeigt im Schrein ein Hochrelief mit dem Schwur des Landes Tirol ans Herz Jesu, auf den Innenflügeln die hll. Isidor und Notburga, auf den Außenflügeln die hll. Wendelin und Isidor und in der Predella das Letzte Abendmahl.
Der 1910 aufgestellte Hl.-Geist-Altar im linken Querschiff zeigt im Schrein ein Hochrelief mit der Sendung des Heiligen Geistes, auf den Innenflügel die Taufe Jesu und die Priesterweihe, auf den Außenflügeln Mariä Verkündigung und in der Predella die Spendung der Firmung.

### Weitere Innenausstattung
Das Chorgestühl wurde von Josef Schmid entworfen und von Franz Egg und dem Kunsttischler Möslein 1894 ausgeführt. Die Statuen Johannes des Täufers und Davids stammen von Alois Winkler.
Die 1923 aufgestellte Kanzel am linken Vierungspfeiler wurde nach einem Entwurf Josef Bachlechners d. Ä. teilweise von ihm selbst und nach seinem Tod von seinen Schülern Heinrich Ludwig und Gottfried Köstler ausgeführt. Am Kanzelfuß befinden sich fünf Statuen von Figuren aus dem Alten Testament (Abraham, Moses, Johannes der Täufer, David und Elias), darüber Medaillons von Christus und den vier Evangelisten. Die Brüstung schmücken vier Reliefs mit Szenen aus dem Neuen Testament: Jesus und die Samariterin am Jakobsbrunnen, die Bergpredigt, Jesus im Hause von Martha und Maria, Jesus setzt Petrus als Oberhaupt der Kirche ein. Im hochstrebenden, bis zur Decke reichenden Schalldeckel befindet sich eine Skulptur der Dreifaltigkeit.
Zur weiteren Ausstattung gehören die Kreuzwegstationen von Josef Bachlechner, ein Rosenkranzbild am rechten Vierungspfeiler von Alois Winkler und eine Pietà aus der ersten Hälfte des 18. Jahrhunderts im linken Seitenschiff.
Die Glasfenster wurden zwischen 1885 und 1902 von der Tiroler Glasmalerei und Mosaik Anstalt hergestellt. Sie zeigen im Presbyterium die Opfer Melchisedeks und Abrahams, im Langhaus Szenen aus dem Leben der hll. Nikolaus und Martin, im Querschiff Herz Jesu und Margareta Maria Alacoque und gegenüber den hl. Petrus und Papst Leo XIII.
Im Vorraum befinden sich der marmorne, mosaikgeschmückte Taufstein, ein Kruzifix von Josef Knabl und der Grabstein O. Getzners († 1519) vom alten Friedhof.

### Orgel

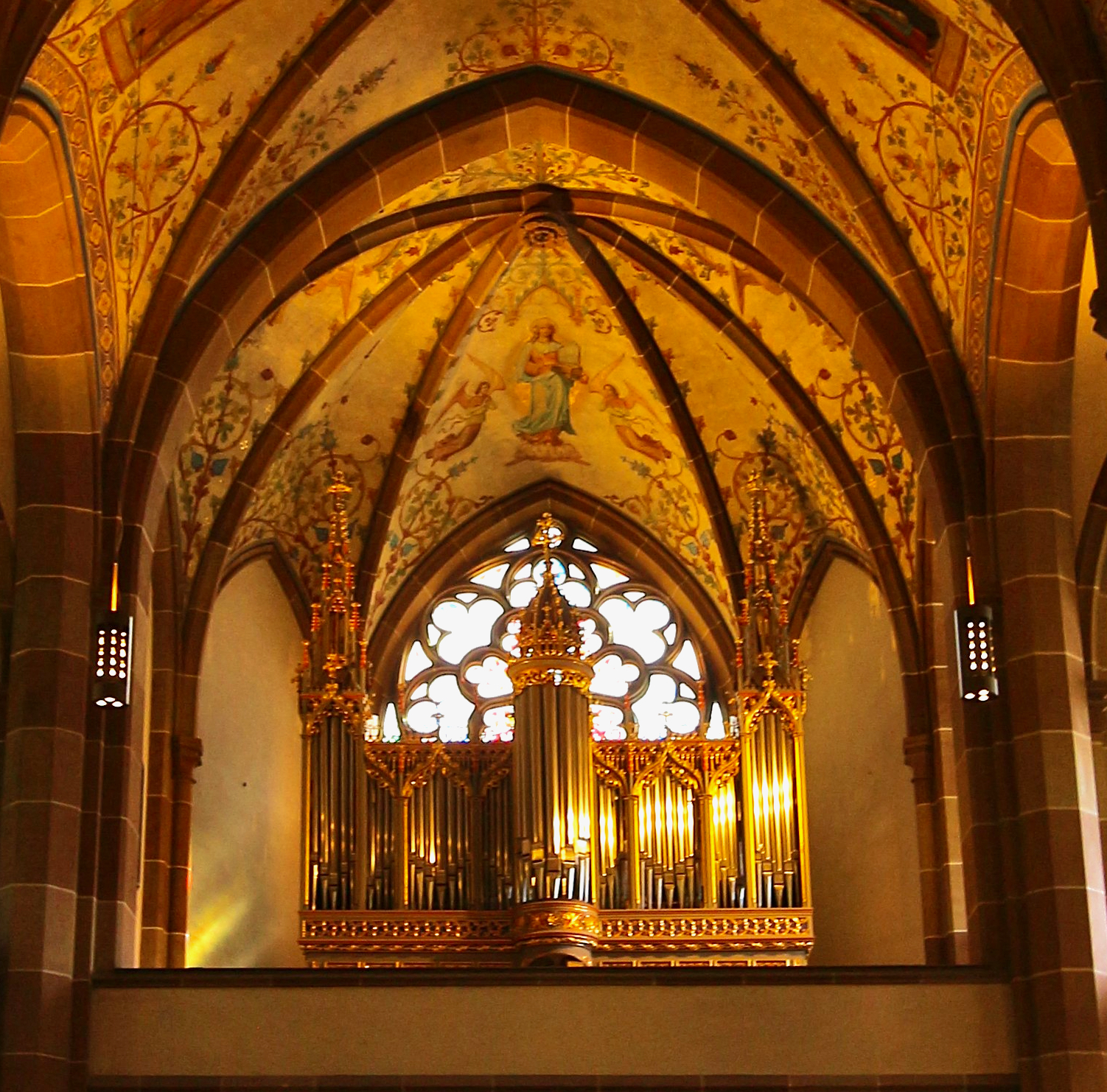
Orgel

1885 baute Franz Weber eine Orgel mit zwei Manualen unter Verwendung noch brauchbarer Teile des Instruments aus der alten Kirche, das 1845/1846 von Johann Georg Gröber gebaut worden war. Den Prospekt entwarf Friedrich von Schmidt.
1979 erhielt Orgelbau Pirchner den Auftrag für eine neue Orgel, die 1986 zum ersten Mal gespielt wurde. Die mechanische Schleifladenorgel mit 29 Registern und 1966 Pfeifen verwendet den ursprünglichen Prospekt weiter. Die Orgel dient auch dem Tiroler Landeskonservatorium als Unterrichts- und Prüfungsinstrument.

### Glocken
Im Turm hängen sechs Glocken, die 1931 von Friedrich Hamm in Salzburg gegossen wurden. Sie bestehen aus 78 % Kupfer und 22 % Zinn und wiegen 2589, 1580, 1105, 771, 440 und 325 kg. Im Februar 1942 wurden alle Glocken bis auf die größte abgenommen und in die Montanwerke Brixlegg gebracht, um für Kriegszwecke eingeschmolzen zu werden. Sie blieben jedoch unversehrt und kamen im Juni 1945 nach St. Nikolaus zurück.

## Friedhof

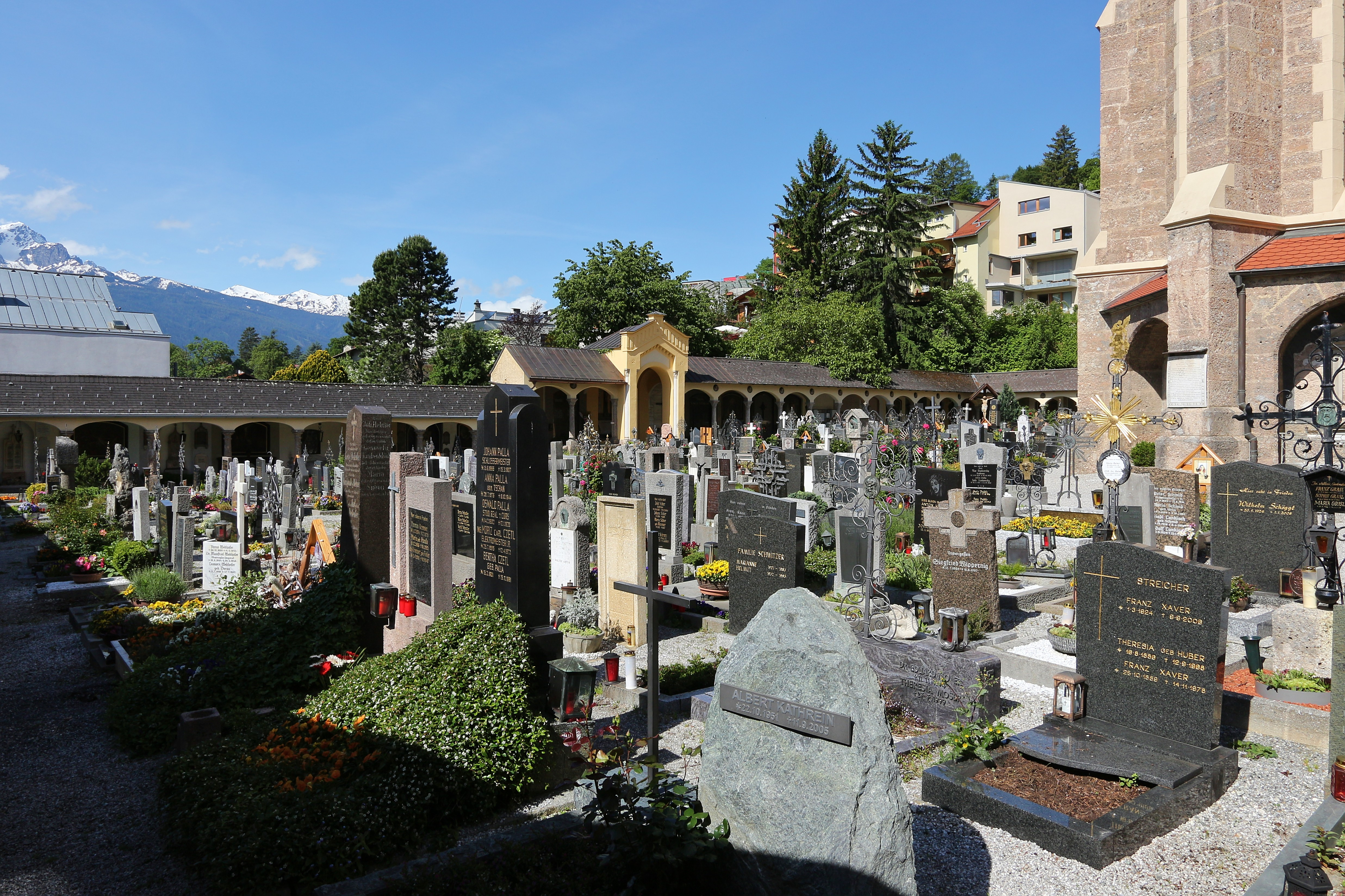
Der Friedhof Richtung Westen

Der Friedhof zählt zu den Friedhöfen in Innsbruck und umgibt die Kirche auf drei Seiten. Er wird von Arkadengängen und einer Mauer begrenzt. Die 1564 geweihte Anlage diente ursprünglich als Bestattungsort der Pestopfer sowie der am nahegelegenen „Köpfplatzl“ Hingerichteten. 
1789 wurde das Siechenhaus abgebrochen und der Friedhof um dessen Fläche erweitert. 1854 wurde ein Teil der Arkaden mit Kreuzwegstationen errichtet und eingeweiht. Im Zuge des Kirchenneubaus wurde der Friedhof 1881 nach Plänen von Friedrich von Schmidt neuerlich erweitert und erhielt seine heutige Gestalt.
1953 wurde die ehemalige Grabkapelle der Familie Oberlindober zu einer Aufbahrungshalle umgestaltet, 1972 wurden die zwei östlichsten Arkaden im Norden zu einem kleinen Urnenfriedhof umgebaut. Unter den Arkaden finden sich Bilder und Skulpturen von Tiroler Künstlern wie Dominikus Trenkwalder oder Ernst Nepo, in den Grabfeldern stehen zahlreiche schmiedeeiserne Kreuze.